# 扬·伊利埃斯库
扬·伊列斯古（羅馬尼亞語：Ion Iliescu，發音：[iˈon iliˈesku] ⓘ；1930年3月3日—2025年8月5日），罗马尼亚政治家、社會民主黨成员，曾任罗马尼亚救国阵线委员会主席，並兩度擔任罗马尼亚总统 。

## 早年
1930年3月3日，扬·伊列斯古出生于罗马尼亚伊尔福夫县奥尔泰尼察市的一个铁路工人家庭。其父系罗马尼亚共产党地下斗争时期从事工人运动的革命者。其母亦为地下工作者。1942年，伊列斯古12岁时因母亲从事地下斗争而被捕，并受到秘密警察的审问。在中学和大学里即从事青年活动。1944年参加共产主义青年团。1948—1949年任罗马尼亚中学生联合会的领导工作。1949年任劳动青年联盟中央执行局候补委员。中学毕业后，曾在布加勒斯特理工学院学习。1949年至1954年在莫斯科动力学院水电系学习，与李鹏是同系同学，获工程师学位。留苏期间任罗马尼亚留苏学生会主席。
1955年返罗后任布加勒斯特动力研究设计院工程师。1955—1956年到布拉格国际学联书记处工作。1955年毕业后在布加勒斯特动力研究设计院工作，任设计工程师。1956—1959年任罗马尼亚共青团中央书记兼全国学联主席。1960年任党中央宣传部副部长。1965年在罗共九大上当选为候补中央委员。同年任党中央宣传部长，同时还兼任大国民议会外交政策委员会副主席。1968年升为中央委员。1968—1971年任共青团中央第一书记兼部长会议青年部长。1969—1971年相继任中央执行委员会候补委员，中央书记（主管文化宣传工作）。1971年2月因反对齐奥塞斯库提出的加强政治思想工作的“17条措施”而遭到齐奥塞斯库的公开点名批评，1972年3月被解除中央书记职务，调任蒂米什县党委宣传书记。1974年11月任雅西县党委第一书记。1974年罗共十一大时仍当选为候补执行委员同时兼任国务委员会委员。1979年罗共十二大时降为中央委员。1979年8月—1984年3月任全国水利资源委员会主席，因反对齐奥塞斯库修建耗资巨大的多瑙河—布加勒斯特运河工程而被解职。1984年从罗共十三大领导机构中除名。此后任罗马尼亚技术书籍出版社社长至1989年12月。长期受保安机关的监视、监听和跟踪。

## 总统
1989年12月22日，罗马尼亚救国阵线委员会成立并接管政权，扬·伊列斯古代表救国阵线委员会宣布救阵纲领，同时任救国阵线委员会委员。1990年1月1日当选救国阵线委员会执行局主席。1990年2月13日成立了具有临时议会性质的罗马尼亚临时民族团结委员会，伊列斯古当选为主席。同年4月8日他在救国阵线全国代表会议上当选为主席并被推选为救国阵线总统候选人，5月20日大选中，以85%的得票率当选为罗马尼亚总统。
伊列斯古在任總統期間，米哈伊一世曾在1992年復活節短暫回國。前國王本希望在舊王宮舉行一場演講，但政府不同意。於是他就在賓館房間內對樓下的人群演講，竟吸引了一百多萬人聚集。伊列斯古對此感到震驚，於是禁止米哈伊一世再度回國。
1997年当选羅馬尼亞社會民主党主席。2000年12月20日—2004年12月20日再次当选为总统。

## 逝世
2025年，伊列斯古因肺癌入院治療近2個月後於8月5日辭世，享年95歲。

## 奖章
- 大象勋章（2004年3月16日[5]）